# Jarrod Moseley
Jarrod James Moseley (Mandurah, 6 oktober 1972) is een Australisch golfprofessional.

## Loopbaan
Voordat Moseley een golfprofessional werd in 1997, was hij een goed golfamateur. Hij maakte zijn debuut op de Australaziatische PGA Tour. In 1999 behaalde hij daar zijn eerste zege door de Heineken Classic te winnen en op het einde van het golfseizoen was hij de winnaar van de Order of Merit van die tour. In 2002 behaalde hij zijn tweede zege door het Australian PGA Championship te winnen.
In 1998 kwalificeerde O'Hern via de qualifying school voor de Europese PGA Tour in 1999. Hij bleef daar voltijds golfen tot 2005. Van 2006 tot 2009 golfde hij daar nog af en toe.
In 2000 maakte O'Hern zijn debuut op de Amerikaanse PGA Tour, maar hij kreeg pas in 2005 een speelkaart voor het volledige golfseizoen. In 2013 golft hij zowel op de PGA Tour en de Web.com Tour. Sinds 2014 golft hij alleen op de Web.com Tour.

## Erelijst

### Amateur
- 1996: Riversdale Cup, Malaysian Amateur Championship

### Professional
Europese PGA Tour
| Nr. | Datum           | Toernooi         | Score           | Score | Info                                                  |
| --- | --------------- | ---------------- | --------------- | ----- | ----------------------------------------------------- |
| 1   | 31 januari 1999 | Heineken Classic | 68+68+69+69=274 | –14   | Maakte ook deel uit van de Australaziatische PGA Tour |

Australaziatische PGA Tour
| Nr. | Datum           | Toernooi                    | Score           | Score | Info                                                                                |
| --- | --------------- | --------------------------- | --------------- | ----- | ----------------------------------------------------------------------------------- |
| 1   | 31 januari 1999 | Heineken Classic            | 68+68+69+69=274 | –14   | Maakte ook deel uit van de Europese PGA Tour                                        |
| 2   | 1 december 2002 | Australian PGA Championship | 65+66+67+73=271 | –17   | Gelijkspel; play-off tegen Peter Lonard was onbeslist vanwege invallende duisternis |